# مارکو ولو
مارکو ولو (ایتالیایی: Marco Velo؛ زادهٔ ۹ مارس ۱۹۷۴) دوچرخه‌سوار اهل ایتالیا است. وی در مسابقات جیرو دیتالیا و تور دو فرانس شرکت کرده است.